# مهدی سمسار
مهدی سمسار (۲۵ اسفند ۱۳۰۷–۲۵ دی ۱۳۸۱)، مترجم و روزنامه‌نگار پیشکسوت ایرانی بود.

## زندگی
مهدی سمسار در شهر بوشهر زاده شد ولی در کودکی پس از مرگ پدرش همراه خانواده به شیراز رفت. او پس از تحصیل در رشته داروسازی در دانشگاه تهران (۱۳۴۵) به تحصیل در رشته روزنامه‌نگاری در دانشگاه تهران پرداخت و در سال ۱۳۴۸ برای ادامه تحصیل در همین رشته به انیستیتو «فرانس دوپرس» دانشگاه پاریس رفت و کارشناسی ارشد گرفت. بعدها در نیمه اول دهه ۵۰ نیز از همین دانشگاه دکترای روزنامه‌نگاری گرفت. رساله وی دربارهٔ «روزنامه‌نگاری در ایران بین سالهای ۱۳۲۰ تا ۱۳۳۲» و «روزنامه‌های ایران در دوره جنگ دوم جهانی» بود.
مهدی سمسار در دهه ۱۳۳۰ در حوزه پارلمانی روزنامه کیهان فعالیت کرد و سپس مسئول سرویس خارجی آن و معاون سردبیر کیهان شد. در همین زمان به تدریس رشته داروسازی در دانشگاه تهران نیز می‌پرداخت که در سال ۱۳۵۳ خود را با رتبه هشت دانشیاری از دانشگاه بازنشسته کرد. از سوی دیگر نیز به دلیل فشارهای سیاسی، به وی اجازه ادامه کار در روزنامه کیهان داده نشد اما سردبیر روزنامه رستاخیز شد.
حدود ۴۰ اثر ترجمه چاپ شده و در حال چاپ از مهدی سمسار باقی مانده‌است.
مهدی سمسار در ساعت ۱۱ صبح روز چهارشنبه ۲۵ دی ماه ۱۳۸۳ در بیمارستان تیه حومه پاریس درگذشت و در گورستان مون‌پارناس فرانسه به خاک سپرده شد.

## بزرگداشت وجایزهٔ روزنامه‌نگاری امید
مهدی سمسار را از پیشگامان روزنامه‌نگاریِ نوین در ایران می‌دانند. از این رو جایزه امید (یادبود مهدی سمسار) به تلاش گیتی الهی (همسر مهدی سمسار) و دو فرزندشان به نام‌های شهرزاد و شیرین شکل گرفت. خانوادهٔ سمسار از سال ۱۳۸۵ اقدام به اهدای جایزهٔ امید به روزنامه‌نگاران جوان ایرانی نموده، تا راه او که همیشه حامیِ خوبی برای جوانان روزنامه‌نگار بود ادامه یابد.